# Condado de Marion (Texas)
El condado de Marion es uno de los 254 condados del estado de Texas, en los Estados Unidos. La sede del condado es Jefferson, al igual que su mayor ciudad. El condado tenía una población de 10.941 habitantes en el censo del 2000, para una densidad de población de 11 hab/km². Este condado fue fundado en 1860, y debe su nombre al general Francis Marion, general durante la guerra de Independencia de Estados Unidos.

## Geografía
Según el censo de los Estados Unidos del 2000, el condado tiene un área de 1.089 km², de los cuales 101 km² están cubiertos por agua (9,31%).

## Vías principales
- Autopista interestatal 369 (en construcción)
- Ruta nacional 59
- Ruta estatal 43
- Ruta estatal 49

El componente TTC-69 (recomendación preferente) del proyectado "Corredor Trans-Texas Corridor" discurre a través del condado de Marion.

## Condados vecinos
- Condado de Cass  (norte)
- Condado de Harrison  (sur)
- Condado de Upshur  (oeste)
- Condado de Morris  (noroeste)

## Demografía
Según el censo de los Estados Unidos del 2000, había 10.941 personas, 4.610 viviendas y 3.120 familias residiendo en el condado. La densidad de población era de 11 habitantes por kilómetro cuadrado.
La composición racial del condado era:
- 72,74% blancos
- 23,91% negros o afroamericanos
- 0,80% nativos americanos
- 0,22% asiáticos
- 0,01% isleños
- 0,79% otras razas
- 1,54% de dos o más razas.

Había 4.610 viviendas, de las cuales el 24,50% tenían menores de 18 años viviendo en ellas, el 51,70% eran parejas casadas viviendo juntas, el 11,90% eran mujeres cabeza de familia monoparental (sin cónyuge) y el 32,30% no eran familias. El tamaño promedio de una familia era de 2,88 miembros.
En el condado el 22,30% de la población tenía menos de 18 años, el 6,40% tenía de 18 a 24 años, el 23,60% tenía de 25 a 44, el 28,40% de 45 a 64, y el 19,20% eran mayores de 65 años. La edad promedio era de 43 años. Por cada 100 mujeres había 95,40 hombres. Por cada 100 mujeres mayores de 18 años había 91,40 hombres.

### Evolución demográfica
A continuación se presenta una tabla que muestra la evolución de la población entre 1900 y 2000:
| Año        | 1900   | 1910   | 1920   | 1930   | 1940   | 1950   | 1960  | 1970  | 1980   | 1990  | 2000   |
| ---------- | ------ | ------ | ------ | ------ | ------ | ------ | ----- | ----- | ------ | ----- | ------ |
| Habitantes | 10.754 | 10.472 | 10.886 | 10.371 | 11.457 | 10.172 | 8.049 | 8.517 | 10.360 | 9.984 | 10.941 |

## Economía
Los ingresos medios de una vivienda del condado eran de $25.347 y el ingreso medio familiar era de $32.039. Los hombres tenían unos ingresos medios de $30.584 frente a $17.885 de las mujeres. La renta per cápita del condado era de $14.535. El 17,80% de las familias y el 22,40% de la población estaban por debajo del umbral de pobreza. Del total de gente en esta situación, 29,90% tenían menos de 18 años y el 14,40% tenían 65 años o más.